# Tampa Bay ThunderDawgs
I Tampa Bay ThunderDawgs furono una franchigia di pallacanestro della ABA 2000, con sede a Saint Petersburg, in Florida.
Tra i fondatori della nuova ABA disputarono la stagione 2000-01, venendo eliminati al primo turno dei play-off dai Detroit Dogs, poi campioni.
Si sciolsero al termine della stessa stagione.

## Stagioni
| Stagione | Lega     | Denominazione          | V  | P  | %    | Piazzamento | Play-off               |
| -------- | -------- | ---------------------- | -- | -- | ---- | ----------- | ---------------------- |
| 2000-01  | ABA 2000 | Tampa Bay ThunderDawgs | 15 | 26 | 36,6 | 4º          | Semifinale di division |